# The walls fell down
The walls fell down is een single van The Marbles. Het is afkomstig van hun album The Marbles. Dat album was grotendeels gevuld met covers. The walls fell down is geschreven door de gebroeders Gibb, beter bekend als The Bee Gees. Zij traden tevens op als muziekproducenten met hun vaste producent Robert Stigwood. Ze speelden ook mee als musici. Graham Bonnett was leadzanger in het nummer.
Van The walls fell down zijn twee opnamefilmpjes te vinden op YouTube. De een (kleur) is opgenomen in een Franse studio en inmiddels voorzien van een TV192-logo. De ander (zwart-wit) is opgenomen in Hilversum, waarschijnlijk voor het AVRO-programma Doebidoe (tussenpaus tussen Moef Ga Ga en Toppop).

## Musici
Op 10 januari 1969 waren aanwezig in de IBC Studio’s:
- Graham Bonnett (Marbles)- zang
- Trevor Gordon (Marbles)– achtergrondzang
- Barry Gibb – gitaar
- Maurice Gibb - basgitaar, piano
- Colin Petersen (drummer van The Bee Gees) – slagwerk
- Bill Shepherd – orkestratie

Zij namen die dag The walls fell down, Love you en Little boy op.

## Hitnotering
In de UK Singles Chart stond het “slechts’ vijf weken genoteerd met als hoogste plaats de 28e.

### Nederlandse Top 40
De single zou alarmschijf geweest zijn; de nummer 1 van de tipparade werd echter pas in het najaar van 1969 als zodanig benoemd. The walls fell down werd gestuit door The Cats met Why en Don Juan van Dave Dee, Dozy, Beaky, Mick & Tich.
| Positie: | 20 | 7 | 3 | 4 | 4 | 6 | 9 | 20 | 36 | uit |

### NederlandseHilversum 3 Top 30
The Marbles werden gestuit door The Cats met Why.
| Positie: | 7 | 2 | 2 | 4 | 7 | 10 | 18 | uit |

### BelgischeBRT Top 30/VlaamseUltratop 30
Deze hitlijsten waren er nog niet.

### NPO Radio 2 Top 2000
| Nummer met noteringen in de NPO Radio 2 Top 2000 | '99  | '00  |
| ------------------------------------------------ | ---- | ---- |
| The Walls Fell Down                              | 1858 | 1949 |

1. ↑  Een vetgedrukt getal geeft de hoogste notering aan.
2. ↑  Deze tabel is bijgewerkt tot en met de laatste editie (2024).